# Động vật ăn cá

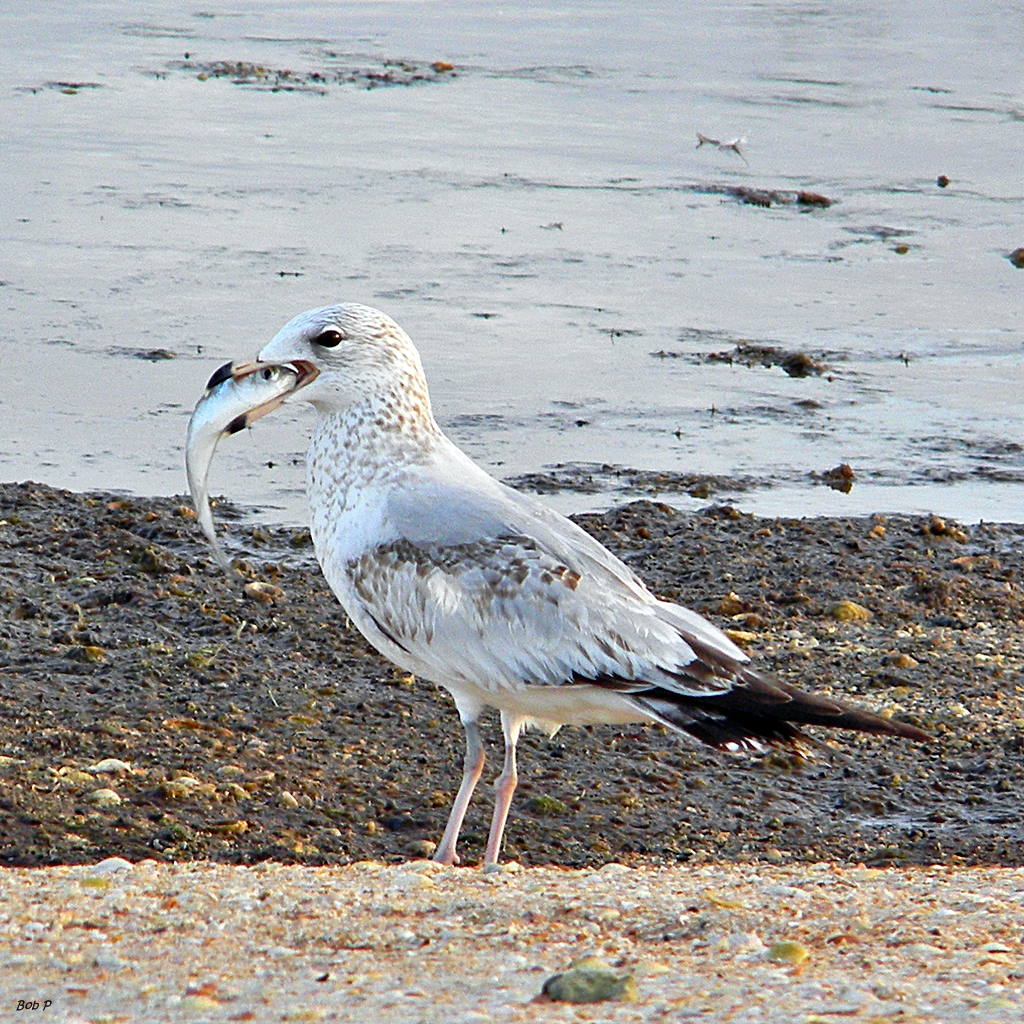
Một con mòng biển đang ăn cá

Một động vật ăn cá tên khoa học piscivore là một động vật ăn thịt mà ăn chủ yếu là ăn cá. Ăn cá là chế độ ăn uống của động vật bốn chân (lưỡng cư), ăn côn trùng đến tiếp theo, sau đó trong thời gian bò sát ăn thêm thực vật. Một số động vật như sư tử biển và cá sấu, không hoàn toàn ăn cá, thường săn những động vật thủy sinh hoặc động vật trên cạn ngoài cá, trong khi những loài khác, giống như dơi chó bò và cá sấu Ấn Độ thì chế độ ăn lại phụ thuộc vào cá để có cái ăn.
Con người có thể sống trên chế độ ăn cá dựa trên việc nuôi, thuần hóa để ăn thịt của họ, chẳng hạn như chó và mèo, nhất là mèo thích ăn cá. Từ piscivore có nguồn gốc từ tiếng Latin chỉ về cá, Piscis. Một số sinh vật, bao gồm cả sứa, bạch tuộc, mực, nhện, cá mập, cá voi, gấu xám Bắc Mỹ, báo đốm Mỹ, chó sói, rắn, rùa, và mòng biển, có thể có chế độ ăn cá đáng kể nếu không bị chi phối của chế độ ăn uống của chúng. Ăn cá tương đương với từ tiếng Hy Lạp có nguồn gốc từ ăn cá.

## Một số loài
- Cầy ăn cá (Genetta piscivora)
- Mèo đầu phẳng
- Dơi bulldog
- Sư tử biển
- Chuột chù rái cá (Potamogalinae)
- Rái cá thường
- Chồn Mỹ
- Mèo cá
- Cá heo sông Amazon
- Rái cá lớn
- Ó cá
- Giống vịt ăn cá miền bắc cực
- Chim cánh cụt
- Đại bàng đầu trắng
- Cá sấu Ấn Độ
- Rắn biển bụng vàng
- Cá hổ châu Phi (Hydrocynus)
- Cá nhồng
- Cá mập chanh
- Nhện ăn cá

Nhiều động vật đã tuyệt chủng và từ thời tiền sử hoặc được coi trên giả thuyết là động vật ăn cá, hoặc được xác nhận là động vật ăn cá thông qua bằng chứng hóa thạch. Dưới đây là một số loài:
- Baryonyx (đã được tìm thấy nơi dạ dày của nó)
- Spinosaurus (được cho là đã săn đuổi cá)
- Laganosuchus (đầu dẹt cho thấy rằng nó thụ động chờ đợi cho cá bơi gần miệng của nó để đớp)
- Elasmosaurus
- Thyrsocles (mẫu hóa thạch được tìm thấy với dạ dày nhồi với cá trích đã tuyệt chủng là Xyne grex)
- Xiphactinus (Một mẫu vật dài 4 mét đã được tìm thấy với một bộ xương nguyên vẹn của tương đối của nó có loài Gillicus, trong dạ dày của nó)
- Diplomystus (có dấu tích tương đối nhỏ của cá trích, nhiều hóa thạch của các cá thể đã chết trong khi cố gắng nuốt các loài cá khác)